# Fabian Benko
Fabian Benko (* 5. červen 1998) je mládežnický fotbalový reprezentant Spolkové republiky Německo, který momentálně hraje za klub LASK Linz na pozici středního ofenzivního záložníka. Fabian se narodil do chorvatské rodiny, která žije v Německu.
V minulosti působil za kluby SV Waldeck Obermenzing , FC Bayern Mnichov a v současnosti LASK Linz

## Kariéra
S fotbalem začínal na jihu Německa ve fotbalovém klubu SV Waldeck Obermenzing. V 7 letech si ho vyhlédl Bayern Mnichov. Má na kontě 2 reprezentační utkání za Německou U17. Chtěla ho i Chorvatská mládežnická reprezentace. Za juniorku Bayernu Mnichov má odehráno 60 utkání a 2 vstřelené branky.